# Platja de Creixell
La platja de Creixell és una platja semi-natural del municipi de Creixell (Tarragonès), situada entre la platja dels Muntanyans, a ponent, i la platja Llarga, al límit amb el terme municipal de Roda de Berà, a llevant. Orientada al sud-sud-est, té una longitud de 1.800 metres i una amplada mitjana de 52 metres, formada per sorra fina i un pendent d'entrada a l'aigua suau. Les antigues cases de pescadors, conegudes històricament com les Botigues de Mar, i les de nova construcció, són a tocar de la platja. Hi ha el Club Nàutic, amb una base de l'Escola Catalana de Vela. Disposa de socorrisme i salvament, dutxes, sanitaris portàtils, guinguetes de gelats i refrescos, i lloguer de para-sols i gandules.
Hi desemboca el torrent de la Murtra, o torrent de l'Aguilera, que sempre presenta aigua estancada, però que en règim de fortes pluges desemboca a la zona de bany. En el rereplatja hi ha el Gorg de Creixell, espai natural que forma part del PEIN Platja de Torredembarra i Creixell.
L'Agència Catalana de l'Aigua efectua un control setmanal de la qualitat de l'aigua, durant la temporada de bany, amb el resultat d'excel·lent.